# Vietnamesische Badmintonmeisterschaft 1967
Die Vietnamesische Badmintonmeisterschaft 1967 fand in Ho-Chi-Minh-Stadt statt. Es war die vierte Austragung der nationalen Titelkämpfe von Vietnam im Badminton.

## Titelträger
| Disziplin    | Sieger                |
| ------------ | --------------------- |
| Herreneinzel | Huỳnh Tấn Tài         |
| Dameneinzel  | nicht ausgetragen     |
| Herrendoppel | Âu Tâm Đế Âu Đức Minh |
| Damendoppel  | nicht ausgetragen     |
| Mixed        | nicht ausgetragen     |